# Erymnia muralifera
Erymnia muralifera är en armfotingsart som beskrevs av Cooper 1977. Erymnia muralifera ingår i släktet Erymnia och familjen Terebratulidae. Inga underarter finns listade i Catalogue of Life.